# Sewardův poloostrov

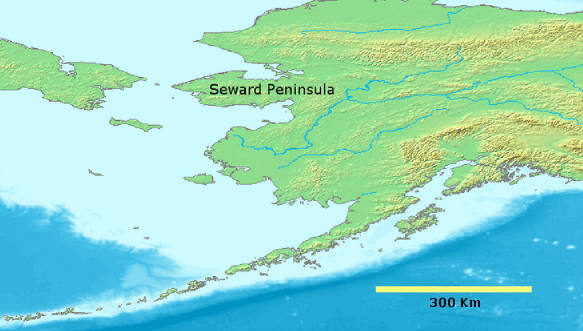
Sewardův poloostrov na mapě Aljašky

Sewardův poloostrov (anglicky Seward Peninsula) je poloostrov na západním pobřeží Aljašky na severozápadě Severní Ameriky. Je přibližně 320 kilometrů dlouhý a jeho šířka je od 145 do 225 kilometrů. Odděluje od sebe Kotzebueův záliv Čukotského moře Severního ledového oceánu na severu a Nortonův záliv Beringova moře Tichého oceánu na jihu. 
Na západě je zakončen mysem prince Waleského, což je nejzápadnější bod americké pevniny při nejužším místě Beringova průlivu, kterým se přibližuje na 82 km od asijské pevniny (Děžňovův mys na Čukotském poloostrově).
Poloostrov byl poprvé objeven a zmapován v roce 1732 expedicí Ivana Fjodorova. Později byl pojmenován podle Williama Henryho Sewarda, ministra zahraničí Spojených států amerických, který zařídil koupi Aljašky.
Největším sídlem na poloostrově je město Nome na jihozápadním pobřeží, které má přibližně tři a půl tisíce obyvatel.